# Quattordio
Quattordio (piemontesisch Quatòrdi oder Catòrdi) ist eine Gemeinde in der italienischen Provinz Alessandria (AL), Region Piemont.

## Lage und Einwohner
Quattordio liegt 18 km westlich von der Provinzhauptstadt Alessandria entfernt an der Staatsstraße 10 und der Autostrada A21. Das Gemeindegebiet umfasst eine Fläche von 17 km² und hat 1462 (Stand 31. Dezember 2023) Einwohner. Südlich der Gemeinde fließt der Tanaro vorbei.
Die Nachbargemeinden sind Castello di Annone, Cerro Tanaro, Felizzano, Masio, Refrancore und Viarigi.

## Geschichte

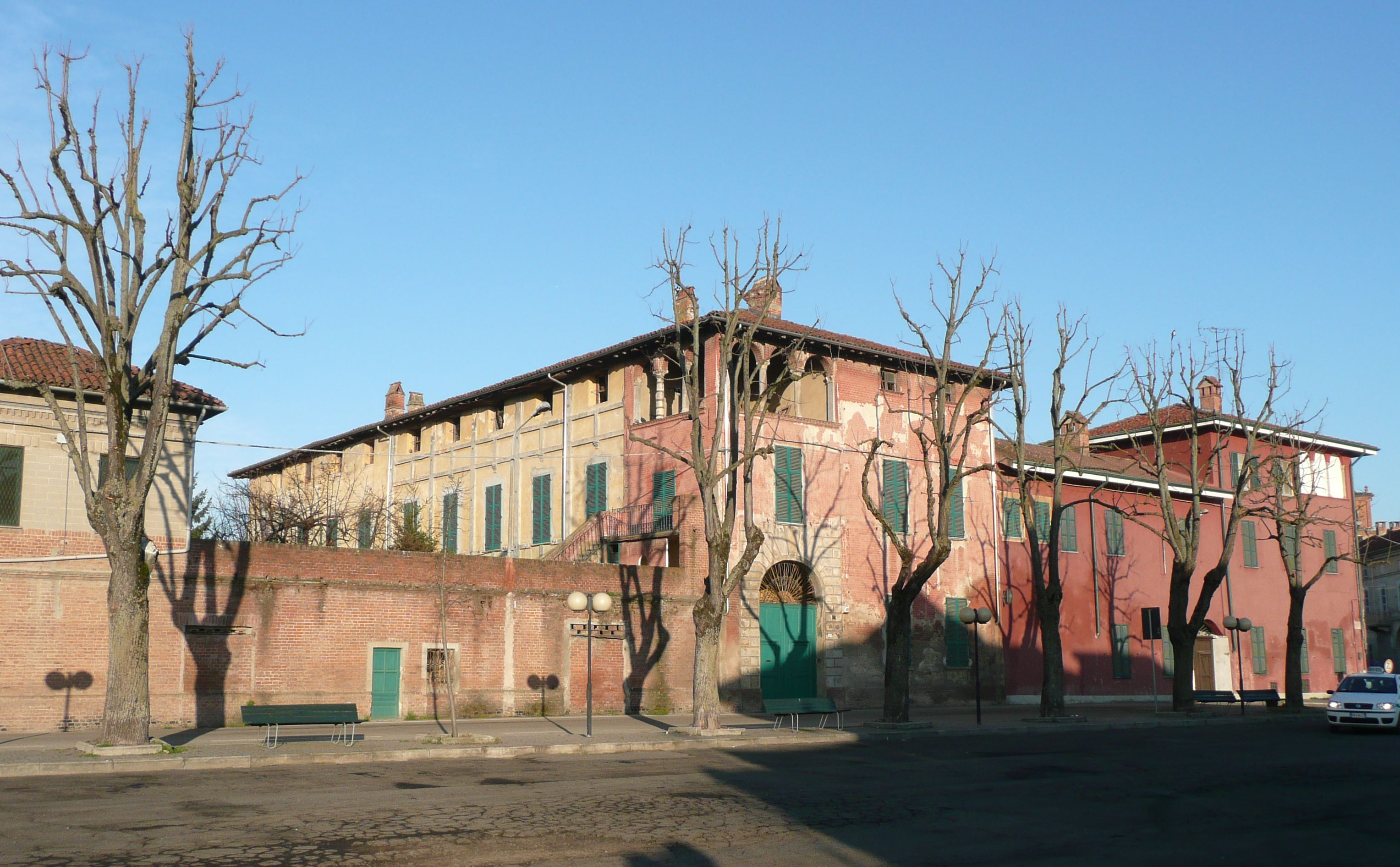
Palazzo Olivazzi

Das erste Dokument, in dem die Siedlung erwähnt wird, stammt aus dem Jahr 1159, dem Jahr, in dem Federico Barbarossa sie dem Bischof von Asti bestätigte. Anschließend verlieh die Gemeinde Asti selbst einen Teil ihres Territoriums einer örtlichen Herrschaft. Es ist daher klar, wie es seit dem 12. Jahrhundert zur Region Asti gelangt ist. Die Ursprünge des Schlosses, das im 17. Jahrhundert mehrmals geplündert und schließlich zerstört wurde, und des Curtis, eines landwirtschaftlichen Unternehmens, gehen auf dieselbe Zeit zurück. Im Jahr 1225 wurde es zum Zufluchtsort für die von den Alexandrinern besiegte Bevölkerung von Asti, an deren Schlacht sich sogar der Troubadour Falquet de Romans erinnerte. 
Im Jahr 1357 überließ Karl IV. die Burg und ihr Territorium als Lehen an Ottone und Bernabone Guttuari, während ab 1431 die Aufteilung zwischen verschiedenen Feudalherren begann, darunter De Regibus, den Bagnoli, den Guasco, den Amedei, den Carretti und die Colli.

## Sehenswürdigkeiten
- Die Festung Civalieri, die heute in einen Bauernhof umgewandelt wurde und ursprünglich Sparvera hieß und der Familie Scarampi gehörte.
- Der Olivazzi-Palast aus dem 17. Jahrhundert.
- Das Sanfront-Haus, heute das Rathaus.
- der Tapparone-Canefri-Palast aus dem 18. Jahrhundert.
- Die Pfarrkirche San Pietro, erbaut um 1781 im piemontesischen Barockstil und die alte Kirche San Francesco.

## Persönlichkeiten
- Domenico Maggiora (* 14. Januar 1955), ist ein Fußballtrainer und ehemaliger italienischer Fußballspieler.